# Morebilus gramps
Morebilus gramps är en spindelart som beskrevs av Norman I. Platnick 2002. Morebilus gramps ingår i släktet Morebilus och familjen Trochanteriidae.
Artens utbredningsområde är Victoria, Australien. Inga underarter finns listade i Catalogue of Life.